# Skålsjøen
Skålsjøen est un petit lac qui appartient à la partie supérieure du Losbyvassdraget, à l'extrême sud de Lørenskog, dans le comté d'Akershus en Norvège.

## Description
Le lac est situé au milieu de la zone forestière d'Østmarka, à 255 mètres d'altitude.

## Zone protégée
Une zone qui comprend une partie de l'extrémité du lac nord-ouest la Réserve naturelle de Tretjernhøla.